# Bahnstrecke Besançon-Viotte–Vesoul
| Streckennummer (SNCF): | 856 000              |                                               |                                               |
| Streckenlänge: | 63,8 km              |                                               |                                               |
| Spurweite: | 1435 mm (Normalspur) |                                               |                                               |
| Stromsystem: | 25 kV – 50 Hz ~      |                                               |                                               |
| Maximale Neigung: | 15 ‰                 |                                               |                                               |
| |                      |                                               |                                               |
| \| \| \| von Dole \| \| \| \| 405,8 \| Besançon-Viotte ⊙ \| Besançon-Viotte ⊙ \| \| \| 406,1 \| nach Belfort \| nach Belfort \| \| \| 406,9 \| Tunnel von Saint-Claude n°1 (18 m) ⊙ \| Tunnel von Saint-Claude n°1 (18 m) ⊙ \| \| \| 406,9 \| Tunnel von Saint-Claude n°2 (696 m) ⊙ \| Tunnel von Saint-Claude n°2 (696 m) ⊙ \| \| \| 407,7 \| Tunnel von Saint-Claude n°3 (319 m) ⊙ \| Tunnel von Saint-Claude n°3 (319 m) ⊙ \| \| \| 408,1 \| Besançon Portes de Vesoul (geplant) ⊙ \| Besançon Portes de Vesoul (geplant) ⊙ \| \| \| 410,3 \| École-Valentin⊙ \| École-Valentin⊙ \| \| \| 411,1 \| Tunnel d’École (131 m) ⊙ \| Tunnel d’École (131 m) ⊙ \| \| \| 412,8 \| Miserey (geplant) ⊙ \| 284 m \| \| \| \| nach Montagney \| \| \| \| 415,3 \| Auxon-Dessus ⊙ \| 274 m \| \| \| \| zur LGV Rhin-Rhône nach Besançon TGV ⊙ \| \| \| \| \| zur LGV Rhin-Rhône nach Mulhouse ⊙ \| \| \| \| \| Unterquerung der N 57 (100 m) \| \| \| \| 418,4 \| Devecey \| 236 m \| \| \| 419,3 \| Stilllegungsgrenze \| Stilllegungsgrenze \| \| \| 423,1 \| Mérey-Vieilley \| 240 m \| \| \| 427,8 \| Moncey \| 233 m \| \| \| 432,7 \| Viaduc sur le ruisseau de la Corcelle (185 m) \| Viaduc sur le ruisseau de la Corcelle (185 m) \| \| \| 434,5 \| Rigney \| 236 m \| \| \| 439,7 \| Viaduc sur l’Ognon (80 m) \| Viaduc sur l’Ognon (80 m) \| \| \| 440,7 \| Loulans-les-Forges \| 246 m \| \| \| \| LGV Rhin-Rhône \| \| \| \| 445,7 \| Montbozon \| 287 m \| \| \| \| nach Lure \| \| \| \| 450,5 \| Dampierre-sur-Linotte \| 263 m \| \| \| 456,2 \| Vallerois-le-Bois \| 287 m \| \| \| 462,2 \| Villers-le-Sec \| Villers-le-Sec \| \| \| 468,5 \| Stilllegungsgrenze \| Stilllegungsgrenze \| \| \| \| von Mulhouse \| \| \| \| 469,6 \| Vesoul \| Vesoul \| \| \| \| nach Paris \| \| |                      |                                               |                                               |
| Strecke |                      | von Dole                                      | von Dole                                      |
| Bahnhof | 405,8                | Besançon-Viotte ⊙                             | Besançon-Viotte ⊙                             |
| Abzweig geradeaus und nach rechts | 406,1                | nach Belfort                                  | nach Belfort                                  |
| Tunnel | 406,9                | Tunnel von Saint-Claude n°1 (18 m) ⊙          | Tunnel von Saint-Claude n°1 (18 m) ⊙          |
| Tunnel | 406,9                | Tunnel von Saint-Claude n°2 (696 m) ⊙         | Tunnel von Saint-Claude n°2 (696 m) ⊙         |
| Tunnel | 407,7                | Tunnel von Saint-Claude n°3 (319 m) ⊙         | Tunnel von Saint-Claude n°3 (319 m) ⊙         |
| ehemaliger Haltepunkt / Haltestelle | 408,1                | Besançon Portes de Vesoul (geplant) ⊙         | Besançon Portes de Vesoul (geplant) ⊙         |
| Bahnhof | 410,3                | École-Valentin⊙                               | École-Valentin⊙                               |
| Tunnel | 411,1                | Tunnel d’École (131 m) ⊙                      | Tunnel d’École (131 m) ⊙                      |
| ehemaliger Bahnhof | 412,8                | Miserey (geplant) ⊙                           | 284 m                                         |
| Abzweig geradeaus und ehemals nach links |                      | nach Montagney                                | nach Montagney                                |
| ehemaliger Bahnhof | 415,3                | Auxon-Dessus ⊙                                | 274 m                                         |
| Abzweig geradeaus und nach links |                      | zur LGV Rhin-Rhône nach Besançon TGV ⊙        | zur LGV Rhin-Rhône nach Besançon TGV ⊙        |
| Abzweig geradeaus und nach links |                      | zur LGV Rhin-Rhône nach Mulhouse ⊙            | zur LGV Rhin-Rhône nach Mulhouse ⊙            |
| Tunnel |                      | Unterquerung der N 57 (100 m)                 | Unterquerung der N 57 (100 m)                 |
| Dienststation / Betriebs- oder Güterbahnhof | 418,4                | Devecey                                       | 236 m                                         |
| | 419,3                | Stilllegungsgrenze                            | Stilllegungsgrenze                            |
| Bahnhof (Strecke außer Betrieb) | 423,1                | Mérey-Vieilley                                | 240 m                                         |
| Bahnhof (Strecke außer Betrieb) | 427,8                | Moncey                                        | 233 m                                         |
| Brücke über Wasserlauf (Strecke außer Betrieb) | 432,7                | Viaduc sur le ruisseau de la Corcelle (185 m) | Viaduc sur le ruisseau de la Corcelle (185 m) |
| Bahnhof (Strecke außer Betrieb) | 434,5                | Rigney                                        | 236 m                                         |
| Brücke über Wasserlauf (Strecke außer Betrieb) | 439,7                | Viaduc sur l’Ognon (80 m)                     | Viaduc sur l’Ognon (80 m)                     |
| Bahnhof (Strecke außer Betrieb) | 440,7                | Loulans-les-Forges                            | 246 m                                         |
| Kreuzung (Strecke geradeaus außer Betrieb) |                      | LGV Rhin-Rhône                                | LGV Rhin-Rhône                                |
| Bahnhof (Strecke außer Betrieb) | 445,7                | Montbozon                                     | 287 m                                         |
| Abzweig geradeaus und nach rechts (Strecke außer Betrieb) |                      | nach Lure                                     | nach Lure                                     |
| Bahnhof (Strecke außer Betrieb) | 450,5                | Dampierre-sur-Linotte                         | 263 m                                         |
| Bahnhof (Strecke außer Betrieb) | 456,2                | Vallerois-le-Bois                             | 287 m                                         |
| Bahnhof (Strecke außer Betrieb) | 462,2                | Villers-le-Sec                                | Villers-le-Sec                                |
| | 468,5                | Stilllegungsgrenze                            | Stilllegungsgrenze                            |
| Abzweig geradeaus und von rechts |                      | von Mulhouse                                  | von Mulhouse                                  |
| Bahnhof | 469,6                | Vesoul                                        | Vesoul                                        |
| Strecke |                      | nach Paris                                    | nach Paris                                    |

Die Bahnstrecke Besançon-Viotte–Vesoul ist eine französische Eisenbahnstrecke in der Franche-Comté, die am 22. Juli 1872 eröffnet wurde. Diese Strecke war ursprünglich zweigleisig. Der Abschnitt von Besançon nach Les Auxons dient als Zubringer zur LGV Rhin-Rhône und wird von TGV und TER genutzt. Von Devecey nach Vesoul ist die Bahnstrecke stillgelegt.

## Geschichte
Die „Déclaration d'utilité publique“ wurde am 1. Februar 1862 erteilt. Die Inbetriebnahme der Strecke fand am 22. Juli 1872 statt. Ein Versuch mit De Dietrich Schienenbussen fand im Jahr 1935 statt. Der Personenverkehr wurde auf der ganzen Strecke, wie auch der Güterverkehr auf dem Abschnitt von Loulans-les-Forges nach Rigney, am 11. Mai 1959, eingestellt. Am 3. November 1969 wurde auf dem Abschnitt Devecey–Rigney der Güterverkehr eingestellt. Die Stilllegung des Streckenabschnittes Devecey–Loulans erfolgte 14. Januar 1972. Bis zum 16. Dezember 1973 befuhren Güterzüge den Abschnitt Montbozon–Vesoul. Von da an war bis zum 31. Mai 1987 nur noch der verbliebene Teil Loulans–Montbozon für den Güterverkehr in Betrieb, dieser wurde von der Bahnstrecke Montbozon–Lure aus bedient. Am 8. Februar 1976 wurde der Abschnitt Montbozon–Vesoul stillgelegt, am 11. Januar 2002 der Abschnitt von Loulans nach Montbozon. Der Abschnitt Montbozon–Vesoul wird heute als Radweg genutzt. Von Devecey nach Moncey befindet sich ein Wanderweg.

## Wiederinbetriebnahme

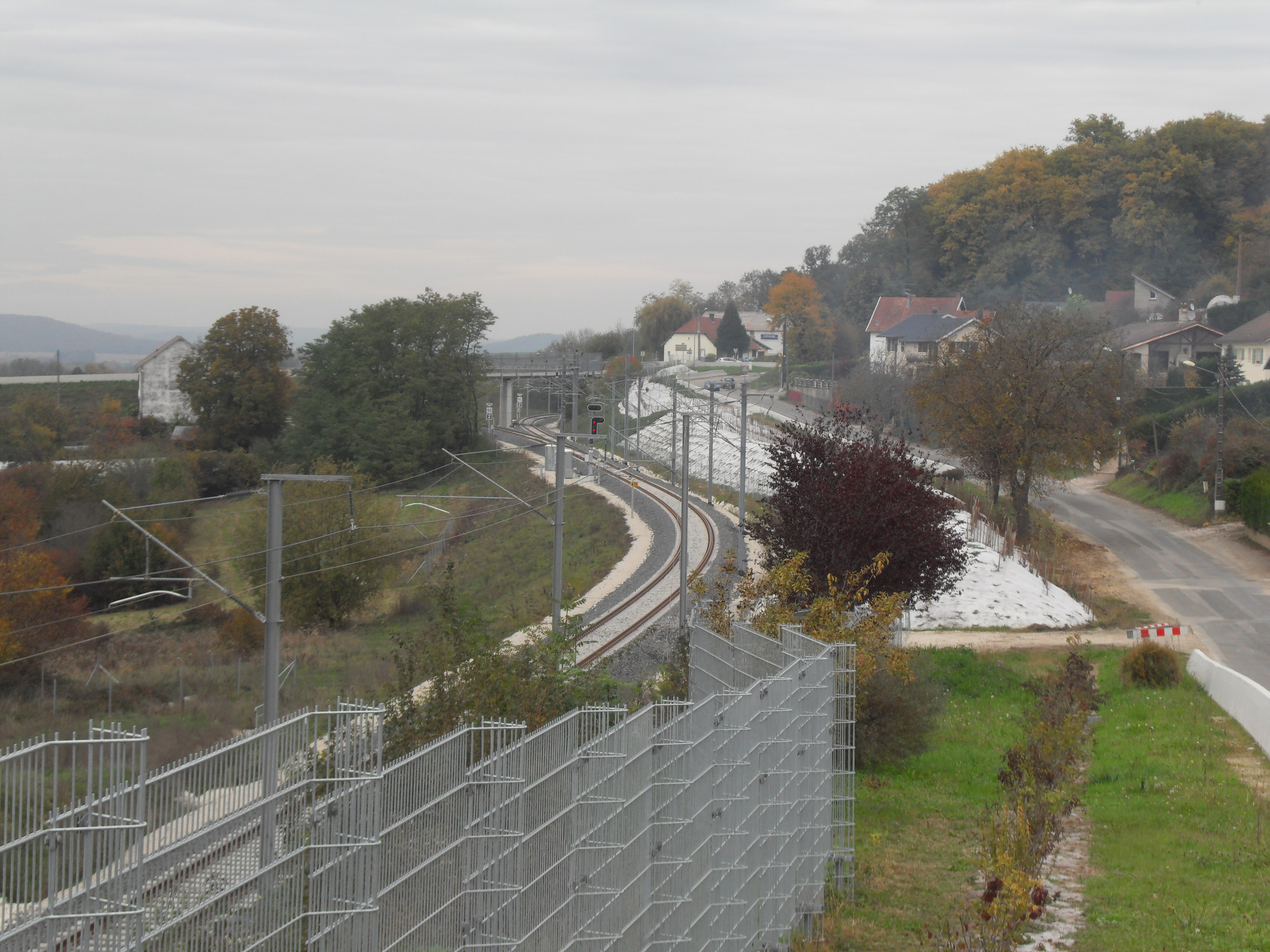
Strecke in der Nähe von Auxon-Dessus nach der Erneuerung

### Abschnitt Besançon–Devecey
Der Abschnitt Besançon–Devecey ist seit Dezember 2011 wieder in Betrieb und verbindet Besançon-Viotte mit dem Bahnhof Besançon Franche-Comté TGV. Dieser Abschnitt wurde komplett erneuert, unter anderem wurde er elektrifiziert, neue Gleise und neue Sicherungstechnik eingebaut, sodass täglich bis zu 5 TGVs, von und zur LGV Rhin-Rhône, die Strecke befahren können. Zusätzlich gibt es täglich 30 Pendelzüge zwischen den beiden Bahnhöfen. Die Fahrzeit beträgt 15 Minuten.
Die erneuerte Strecke wird von einem Poste à commande informatisé type PIPC 2006 von THALES gesteuert. Dieses Stellwerk steht in Verbindung mit dem Poste informatisé type SEI von der Hochgeschwindigkeitsstrecke und dem des Bahnhofs Besançon Viotte. Die Inbetriebnahme dieser Anlagen ist im August 2011 erfolgt, Züge verkehren fahrplanmäßig seit Dezember 2011.

Mit der Wiederinbetriebnahme der Strecke sollten auch drei neue Haltepunkte für den Regionalverkehr angelegt werden; einer ist seit September 2013 in Betrieb, zwei weitere sind geplant:
- Der Haltepunkt „Besançon Portes de Vesoul“ soll sich in der Nähe des Chemin de la combe noire befinden. Dort soll in naher Zukunft ein Industriepark entstehen. Er soll mit einem 120 m langen Bahnsteig, einem Parkplatz, einer Bushaltestelle und einem Fahrradunterstand ausgestattet sein. Die Inbetriebnahme ist für 2015 vorgesehen.
- Der Haltepunkt „École-Valentin“ befindet sich an zentraler Stelle, westlich der Route nationale 57. Er ist seit dem 3. September 2013 in Betrieb und an den zwei, 120 m langen, Außenbahnsteigen halten TER-Züge der Verbindung Besançon-Viotte–Besançon TGV.[5] Im Jahr 2012 wurde der Bahnsteig des Ausweichgleises angelegt, der Bahnsteig am Durchfahrtsgleis entstand ab Januar 2013. Die Gleisüberführung wurde im Juli 2013 eingebaut und verfügt zusätzlich zu Treppen über zwei Aufzüge.[6] Es wurden 3,05 Mio. Euro investiert, die Region hat 2 Mio. € beigesteuert. Es sollten ursprünglich bis zu 150 neue Parkplätze entstehen. Der Bahnhof wird von einer Buslinie bedient.[7]
- Der Bahnhof „Miserey-Salines“ soll sich am westlichen Ende der Gemeinde befinden und ebenfalls über zwei 120 m lange Bahnsteige verfügen. Es sollen außerdem noch 30 Parkplätze gebaut werden, für Fahrräder soll es einen Unterstand geben. Die Inbetriebnahme hätte Ende 2014 stattfinden sollen.[8][9]

### Abschnitt Devecey–Vesoul
Eine Studie wurde durch den Bürgermeister von Vesoul in Auftrag gegeben, um zu prüfen, ob eine Reaktivierung des restlichen Streckenabschnittes möglich wäre.
Außerdem bestand die Idee, die TGVs von Lothringen ans Mittelmeer über Vesoul zur LGV Rhin-Rhône zu führen. Jedoch zeigte eine andere Studie, dass der Anschluss über Lure an die LGV viel billiger wäre als der über Vesoul. Letztendlich wurden die Planungen über Vesoul aufgegeben und konzentrieren sich auf die Anbindung über Lure.